# 30 września
30 września jest 273. (w latach przestępnych 274.) dniem w kalendarzu gregoriańskim. Do końca roku pozostaje 92 dni.

## Święta
- Imieniny obchodzą: Euzebia, Felicja, Franciszek, Grzegorz, Hieronim, Hieronima, Honoriusz, Imisław, Jimisław, Nadzieja, Ursus, Wiktor, Znamir i Zofia
- Botswana – Święto Niepodległości (1966)
- Międzynarodowe – Międzynarodowy Dzień Tłumacza (od 1953 w dniu wspomnienia św. Hieronima ze Strydonu, tłumacza Biblii; z inicjatywy Międzynarodowej Federacji Tłumaczy)
- Polska
  - Dzień Chłopaka, Dzień Chłopca,
  - Dzień Muzyki Country[1]
- Wspomnienia i święta w Kościele katolickim[2][3] obchodzą:
  - św. Franciszek Borgiasz (generał jezuitów)
  - bł. Fryderyk Albert (prezbiter)
  - św. Grzegorz Oświeciciel (biskup i apostoł Armenii)
  - św. Hieronim ze Strydonu (apologeta i doktor Kościoła)
  - św. Honoriusz z Canterbury (biskup)
  - św. Zofia (męczennica)

## Wydarzenia w Polsce
- 1089 – Został otruty królewicz Mieszko Bolesławowic, syn Bolesława II Szczodrego. Wraz z jego śmiercią wygasła pierworodna, królewska linia Piastów.
- 1602 – II wojna polsko-szwedzka: po czteromiesięcznym oblężeniu skapitulował szwedzki garnizon w Białym Kamieniu (obecnie Paide w Estonii).
- 1626 – III wojna polsko-szwedzka: zwycięstwo wojsk szwedzkich nad litewskimi w bitwie pod Zelborkiem.
- 1632 – Armia moskiewska wkroczyła w granice Rzeczypospolitej. Rozpoczęła się tzw. wojna smoleńska.
- 1655 – Potop szwedzki: zwycięstwo wojsk szwedzkich w bitwie pod Nowym Dworem.
- 1773 – Sejm ratyfikował traktaty rozbiorowe.
- 1794 – Insurekcja kościuszkowska: wojska gen. Jana Henryka Dąbrowskiego pokonały Prusaków w bitwie pod Łabiszynem.
- 1807 – Ukonstytuowała się diecezja kielecka.
- 1832 – W Bydgoszczy założono Towarzystwo Upiększania Miasta.
- 1863 – Powstanie styczniowe: podczas bitwy pod Mełchowem stracił lewą nogę i dostał się do niewoli Adam Chmielowski (późniejszy brat Albert).
- 1890 – Zainaugurował działalność Teatr Polski w Bielsku-Białej.
- 1904 – Zainaugurował działalność Teatr im. Wilama Horzycy w Toruniu.
- 1905 – W Łodzi członkowie PPS Adolf Szulc i Stefan Jędras zastrzelili przemysłowca branży włókienniczej Juliusza Kunitzera.
- 1921 – Przeprowadzono Pierwszy Powszechny Spis Ludności.
- 1922 – W Krakowie wprowadzono ruch prawostronny.
- 1926 – Upadł trzeci rząd Kazimierza Bartla.
- 1928:
  - Otwarto stadion Polonii Warszawa.
  - Założono klub sportowy Unia Tarnów.
- 1929 – W Poznaniu zakończyła się Powszechna Wystawa Krajowa.
- 1938:
  - Polska wystosowała wobec Czechosłowacji ultimatum z żądaniem zwrotu Zaolzia.
  - W Koszalinie zlikwidowano komunikację tramwajową.
- 1939:
  - Ignacy Mościcki przekazał urząd prezydenta RP Władysławowi Raczkiewiczowi.
  - Prezydent Władysław Raczkiewicz mianował gen. Władysława Sikorskiego premierem rządu RP na emigracji.
  - Zwycięstwo Samodzielnej Grupy Operacyjnej „Polesie” gen. Franciszka Kleeberga nad siłami sowieckimi w bitwie pod Parczewem.
- 1940 – Odbył się pierwszy sobór biskupów Autokefalicznego Kościoła Prawosławnego w Generalnej Guberni.
- 1942:
  - Oddział SS dokonał pacyfikacji wsi Goliszowiec na Podkarpaciu, mordując 41 mieszkańców i pałąc całkowicie zabudowania.
  - Z getta w Kopyczyńcach (dzisiejsza Ukraina) do obozu zagłady w Bełżcu deportowano ponad 1000 Żydów, a ponad 50 zabito na miejscu.
- 1944:
  - 61. dzień powstania warszawskiego: skapitulował Żoliborz.
  - Pod naciskiem władz brytyjskich ze stanowiska Naczelnego Wodza odwołany został gen. Kazimierz Sosnkowski, a w jego miejsce powołany gen. Tadeusz Komorowski ps. „Bór”.
  - Zwycięstwo polskich partyzantów nad przeważającymi siłami niemieckiego wojska i policji w bitwie pod Gruszką na Kielecczyźnie.
- 1949 – Polska zerwała stosunki dyplomatyczne z Jugosławią.
- 1960 – Na deskach Teatru Lalki, Maski i Aktora „Groteska” w Krakowie zadebiutowała Maja Komorowska.
- 1976 – Polska nawiązała stosunki dyplomatyczne z Irlandią.
- 1979 – Odbył się pierwszy Maraton Warszawski.
- 1985:
  - Premiera filmu sensacyjnego Przemytnicy w reżyserii Włodzimierza Olszewskiego.
  - Rozpoczął się XI Międzynarodowy Konkurs Pianistyczny im. Fryderyka Chopina.
- 1986 – Powstała Tymczasowa Rada NSZZ „Solidarność”.
- 1987 – Premiera filmu Kobieta samotna w reżyserii Agnieszki Holland.
- 1993 – Powstał Instytut Europejski w Łodzi.
- 1994 – Podczas tzw. obiadu drawskiego doszło do zainspirowanego przez prezydenta Lecha Wałęsę buntu generalicji przeciwko ministrowi obrony narodowej Piotrowi Kołodziejczykowi.
- 1997 – FSO rozpoczęła produkcję modelu Daewoo Lanos.
- 2003 – W Warszawie odbył się protest kilku tysięcy taksówkarzy przeciwko obowiązkowi posiadania kas fiskalnych.
- 2005 – 13 osób zginęło w katastrofie autokaru w Jeżewie Starym pod Białymstokiem.
- 2006:
  - Reprezentantka Czech Taťána Kuchařová zdobyła tytuł Miss World podczas gali finałowej w warszawskiej Sali Kongresowej.
  - Zlikwidowano Wojskowe Służby Informacyjne.
- 2007 – W Nysie odbyła się uroczystość beatyfikacyjna Marii Merkert, założycielki zgromadzenia sióstr św. Elżbiety.

## Wydarzenia na świecie
- 489 – W bitwie pod Weroną wódz Ostrogotów Teodoryk Wielki pokonał Odoakra, sprawującego rządy w całej Italii wodza germańskiego z plemienia Skirów.
- 1399 – Po obaleniu Ryszarda II królem Anglii został Henryk IV Lancaster.
- 1452 – Niemiec Johannes Gutenberg wydrukował pierwszą w świecie chrześcijańskim książkę – Biblię Gutenberga.
- 1567 – Hugenoci dokonali w nocy z 29 na 30 września masakry 80 katolików w Nîmes.
- 1651 – W pobliżu Azorów zatonął angielski galeon „Constant Reformation”, w wyniku czego zginęło 333 członków załogi.
- 1681 – Reuniony: wojska króla Francji Ludwika XIV zajęły do tej pory niemiecki Strasburg.
- 1744 – Wojna o sukcesję austriacką: zwycięstwo wojsk francusko-hiszpańskich nad siłami Królestwa Sardynii w bitwie pod Madonna dell’Olmo.
- 1745 – II wojna śląska: zwycięstwo wojsk pruskich nad austriackimi w bitwie pod Soor.
- 1790 – Leopold II Habsburg został wybrany na cesarza rzymsko-niemieckiego.
- 1791 – We Freihaustheater w Wiedniu odbyła się premiera opery Czarodziejski flet Wolfganga Amadeusa Mozarta.
- 1800 – We francuskim Mortefontaine podpisano traktat pokojowy kończący amerykańsko-francuską tzw. quasi-wojnę.
- 1816 – W ramach kampanii przeciwko wahhabitom w Janbu w Arabii wylądowała armia egipska pod wodzą Ibrahima Paszy.
- 1840 – W Londynie rozpoczęto budowę Kolumny Nelsona.
- 1846 – Amerykański lekarz William Morton po raz pierwszy użył narkozy podczas zabiegu usunięcia zęba.
- 1862 – Wojna secesyjna: zwycięstwo Konfederatów w I bitwie pod Newtonia.
- 1867 – Stany Zjednoczone anektowały atol Midway na Oceanie Spokojnym.
- 1878 – Amerykański astronom Christian Peters odkrył planetoidę (191) Kolga.
- 1880 – Amerykanin Henry Draper wykonał pierwsze zdjęcie obiektu pozasłonecznego – Wielkiej Mgławicy w Orionie.
- 1882 – Na rzece Fox w Appleton w stanie Wisconsin uruchomiono pierwszą na świecie hydroelektrownię.
- 1888 – Kuba Rozpruwacz jednego dnia zamordował prostytutki: Catherine Eddowes i Elizabeth Stride.
- 1895:
  - Madagaskar został protektoratem Francji.
  - W Austro-Węgrzech powstał rząd Kazimierza Badeniego.
- 1906 – Odbyła się pierwsza edycja zorganizowanych przez Jamesa Gordona Bennetta Międzynarodowych Zawodów Balonów Wolnych (Pucharu Gordona Bennetta).
- 1911 – 78 osób zginęło po przerwaniu zapory wodnej w Austin w stanie Pensylwania.
- 1914 – W USA powstała organizacja do walki z alkoholizmem.
- 1918 – I wojna światowa: transportowiec USS „Ticonderoga” został zatopiony na Atlantyku przez niemiecki okręt podwodny SM U-152, w wyniku czego zginęło 213 spośród 237 osób na pokładzie.
- 1921 – W Genewie podpisano Międzynarodową konwencję o zwalczaniu handlu kobietami i dziećmi.
- 1927 – Otwarto pierwszy odcinek tokijskiego metra.
- 1930 – Carl Vaugoin został kanclerzem Austrii.
- 1931 – Zwodowano brytyjski niszczyciel HMS „Crusader”.
- 1933 – Premiera amerykańskiego filmu muzycznego Nocne motyle w reżyserii Lloyda Bacona.
- 1935 – Na rzece Kolorado na granicy stanów Nevada i Arizona oddano do użytku Zaporę Hoovera.
- 1941:
  - Atak Niemiec na ZSRR: rozpoczęła się bitwa pod Moskwą; spopularyzowany jako symbol rewolucji październikowej krążownik „Aurora” został uszkodzony w wyniku ostrzału i osiadł na dnie portu Oranienbaum koło Leningradu.
  - Bułgarskie wojska okupacyjne krwawo stłumiły powstanie w greckim regionie Macedonia Wschodnia.
  - Kampania śródziemnomorska: włoski okręt podwodny „Adua” został zatopiony wraz z całą, 47-osobową załogą przez brytyjskie niszczyciele HMS „Gurkha” i HMS „Legion”(inne języki).
- 1943:
  - Dokonano oblotu amerykańskiego, prototypowego myśliwca przechwytującego Northrop XP-56 Black Bullet.
  - Kampania włoska: wyparciem z miasta niemieckiego garnizonu zakończyło się czterodniowe powstanie mieszkańców Neapolu, do którego następnego dnia wkroczyły wojska alianckie.
  - Papież Pius XII ogłosił encyklikę Divino afflante Spiritu.
  - Założono Muzeum Wielkiej Wojny Ojczyźnianej w Mińsku.
- 1944:
  - Bitwa o Atlantyk: niemiecki okręt podwodny U-1062 został zatopiony przy użyciu bomb głębinowych przez niszczyciel eskortowy USS „Fessenden”, w wyniku czego zginęła cała, 55-osobowa załoga.
  - Powstała Agence France-Presse.
  - Wojna na Pacyfiku: zwycięstwo wojsk amerykańskich w bitwie o Angaur.
  - Front wschodni: miały miejsce bitwa pod Uniowem i starcie w Pniatyniu.
- 1945:
  - 43 osoby zginęły, a 64 zostały ranne w wyniku wykolejenia pociągu pasażerskiego w angielskim hrabstwie Hertfordshire.
  - ustanowiono Medal „Za zwycięstwo nad Japonią”

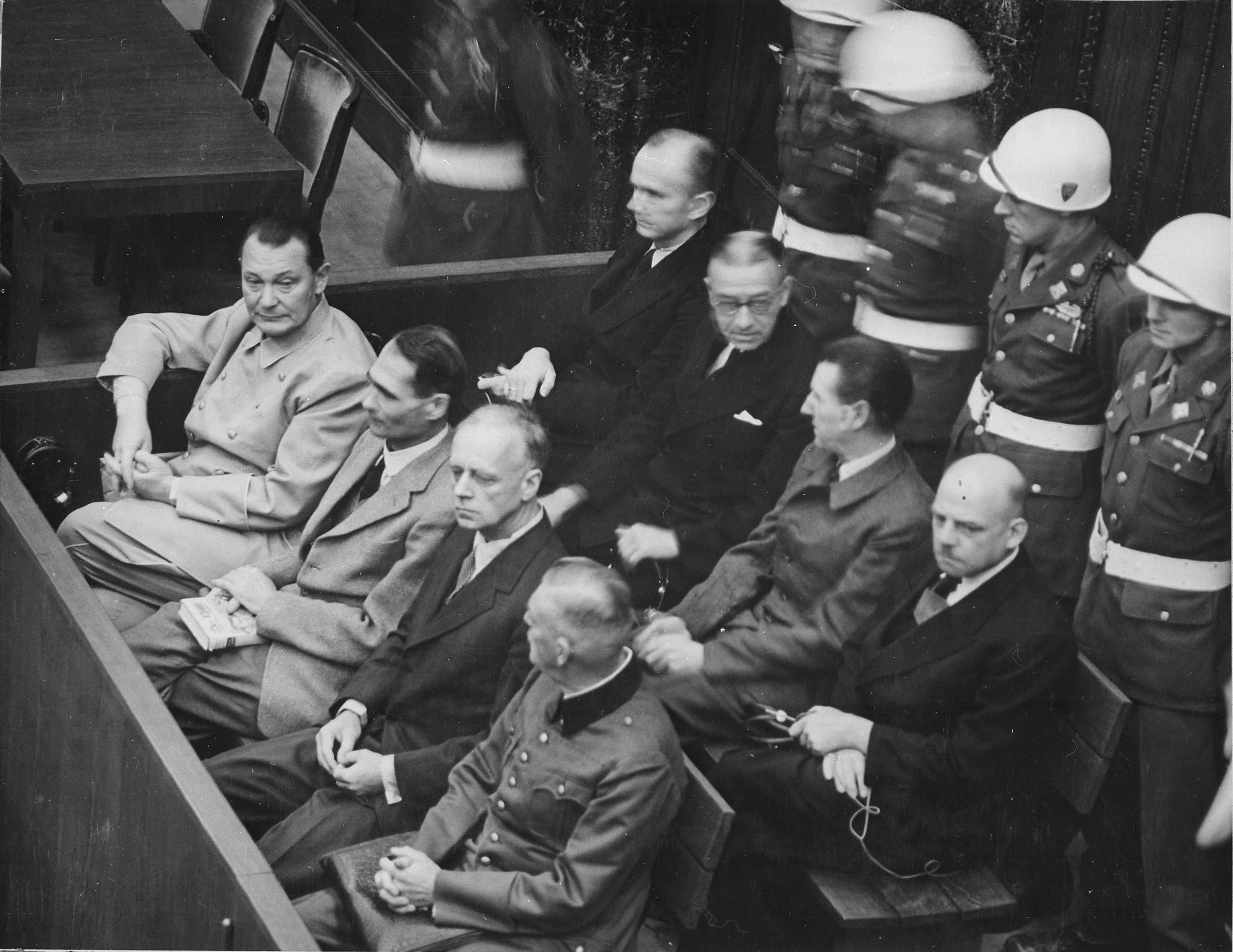
Ława oskarżonych w trakcie procesu norymberskiego (1946)

- 1946 – Międzynarodowy Trybunał Wojskowy w Norymberdze rozpoczął ogłaszanie wyroków.
- 1947 – Jemen i Pakistan zostały członkami ONZ.
- 1948:
  - Oblatano prototyp śmigłowca Mi-1.
  - Al-Hadżdż Muhammad Amin al-Husajni powołał Palestyńską Radę Narodową.
- 1949 – Po odbyciu ponad 278 tysięcy lotów został oficjalnie zlikwidowany most powietrzny do Berlina Zachodniego.
- 1950 – Wojskowe Kolegium Sądu Najwyższego ZSRR w Leningradzie wydało pierwsze wyroki śmierci i długoletniego więzienia wobec działaczy partyjnych oskarżonych w związku z tzw. „sprawą leningradzką”.
- 1951 – Baseballista New York Yankees Joe DiMaggio zakończył karierę sportową.
- 1952 – W Nowym Jorku odbył się pierwszy pokaz kinowy w systemie Cinerama, polegającym na użyciu trzech zsynchronizowanych projektorów wyświetlających obraz na zakrzywionym ekranie o szerokości kątowej 146 stopni.
- 1953 – Hans Hedtoft został po raz drugi premierem Danii.
- 1954 – Wszedł do służby pierwszy okręt podwodny z napędem jądrowym USS „Nautilus”.
- 1955:
  - Gheorghe Gheorghiu-Dej powrócił po półtora roku na stanowisko sekretarza generalnego Rumuńskiej Partii Robotniczej, zastępując Gheorghe Apostola.
  - W wypadku samochodowym w Cholame w Kalifornii zginął aktor James Dean.
- 1957:
  - W Genewie podpisano Międzynarodową konwencję dotyczącą drogowego przewozu towarów i ładunków niebezpiecznych.
  - W wyniku puczu w San Marino został obalony lewicowy rząd.
- 1960 – Premiera 1. odcinka amerykańskiego serialu animowanego Flintstonowie.
- 1961:
  - Kolumbia wstąpiła do Stowarzyszenia Wolnego Handlu Ameryki Łacińskiej (LAFTA).
  - Powstała Organizacja Współpracy Gospodarczej i Rozwoju (OECD).
  - Zwodowano francuski śmigłowcowiec i okręt szkolny „Jeanne d’Arc”.
- 1966:
  - Botswana (jako Beczuana) uzyskała niepodległość (od Wielkiej Brytanii).
  - Po odbyciu 20-letnich kar pozbawienia wolności, nazistowscy zbrodniarze wojenni Baldur von Schirach i Albert Speer opuścili więzienie Spandau w Berlinie.
- 1972 – W Szwecji otwarto Most Olandzki.
- 1973 – 108 osób zginęło w katastrofie samolotu Tu-104B pod Swierdłowskiem (Jekaterynburgiem).
- 1974 – Chilijski generał Carlos Prats i jego żona zginęli w zamachu bombowym w Buenos Aires, przeprowadzonym przez francuskich najemników na zlecenie szefa chilijskich służb bezpieczeństwa Manuela Contrerasa.
- 1975:
  - Dokonano oblotu amerykańskiego śmigłowca szturmowego Boeing AH-64 Apache.
  - W Libanie rozbił się węgierski samolot Tu-154B, w wyniku czego zginęło 60 osób.
- 1980 – Zawarto porozumienie o zakupie przez Wielką Brytanię amerykańskich pocisków balistycznych UGM-133 Trident II D-5.
- 1981 – Miasto Calgary w prowincji Alberta w Kanadzie zostało wybrane na gospodarza XV Zimowych Igrzysk Olimpijskich w 1988 roku.
- 1986:
  - Agenci Mosadu uprowadzili z Rzymu do Izraela Mordechaja Vanunu, który ujawnił zachodniej prasie szczegóły izraelskiego programu atomowego.
  - Izz ad-Din al-Araki został premierem Maroka.
- 1987 – Mohammad Nadżibullah został prezydentem Afganistanu.
- 1989 – Po raz pierwszy w Mińsku odbył się marsz opozycji białoruskiej „Czarnobylski szlak”.
- 1990 – ZSRR i Korea Południowa nawiązały stosunki dyplomatyczne.
- 1993 – Trzęsienie ziemi zniszczyło miasto Latur w zachodnich Indiach, w wyniku czego zginęło 7928 osób, a około 30 tys. zostało rannych.
- 1994 – Rozpoczęła się misja STS-68 wahadłowca Endeavour.
- 1999 – Dwie osoby zostały śmiertelnie napromieniowane w wyniku przypadkowo wywołanej reakcji łańcuchowej w zakładzie przerobu odpadów atomowych w Tokaimurze w Japonii.
- 2004 – Niedaleko japońskich wysp Ogasawara zaobserwowano pierwszy żywy okaz kałamarnicy olbrzymiej.
- 2005:
  - Duński dziennik „Jyllands-Posten” zamieścił na swych łamach kontrowersyjne karykatury Mahometa.
  - Uchwalono nowy statut autonomiczny Katalonii.
- 2006 – Chińscy żołnierze otworzyli na przełęczy w Himalajach ogień do grupy tybetańskich uchodźców, zabijając jedną osobę i raniąc kolejną. Incydent został przypadkowo sfilmowany przez rumuńskiego reportera.
- 2007 – Na Ukrainie odbyły się przedterminowe wybory parlamentarne.
- 2008 – 249 pielgrzymów zostało zadeptanych, a ponad 400 odniosło obrażenia w hinduistycznej świątyni w Dźodhpur w północno-wschodnich Indiach.
- 2009 – Co najmniej 1100 osób zginęło, a kilka tysięcy odniosło obrażenia w wyniku trzęsienia ziemi na Sumatrze.
- 2010 – W Ekwadorze wybuchł bunt policji i części wojska przeciwko oszczędnościowej polityce prezydenta Rafaela Correi.
- 2011 – W laboratorium przyśpieszania cząstek elementarnych Fermilab w Batavii w stanie Illinois zakończono eksploatację akceleratora kołowego Tevatron.
- 2013:
  - co najmniej 54 osoby zginęły w wyniku eksplozji 14 samochodów-pułapek w dzielnicach Bagdadu o przewadze ludności szyickiej, w tym w dzielnicy As-Saura.
  - odbył się konsystorz, na którym papież Franciszek ogłosił dzień 27 kwietnia 2014 jako datę kanonizacji Jana Pawła II i Jana XXIII[4].
  - w Turcji zniesiono nielegalność liter Q, W i X[5].
- 2015 – Wojna domowa w Syrii: rosyjskie lotnictwo rozpoczęło bombardowania pozycji rebeliantów.
- 2018 – W rozegranym w Turynie finale 19. Mistrzostw Świata w Piłce Siatkowej Mężczyzn Polska pokonała Brazylię 3:0.
- 2019:
  - Wybuchła epidemia odry na Samoa.
  - Zbankrutowały słoweńskie narodowe linie lotnicze Adria Airways.
- 2020 – Nawwaf al-Ahmad al-Dżabir as-Sabah został emirem Kuwejtu.
- 2022 – Inwazja Rosji na Ukrainę: w wyniku rosyjskiego ostrzału konwoju humanitarnego w Zaporożu zginęło 31 osób, a 88 zostało rannych.

## Eksploracja kosmosu
- 1977 – Wyłączono księżycową stację badawczą ALSEP będącą częścią Programu Apollo.
- 2009 – Kanadyjczyk Guy Laliberté został siódmym kosmicznym turystą jako uczestnik misji Sojuz TMA-16.
- 2016 – Europejska sonda kosmiczna Rosetta zakończyła misję kontrolowanym upadkiem na powierzchnię komety 67P/Czuriumow-Gierasimienko.

## Urodzili się
- 1207 – Dżalal ad-Dina Rumi, perski poeta suficki, mistyk (zm. 1273)
- 1227 – Mikołaj IV, papież (zm. 1292)
- 1530 – Girolamo Mercuriale, włoski lekarz, filozof (zm. 1606)
- 1550 – Michael Maestlin, niemiecki matematyk, astronom (zm. 1631)
- 1561 – Peter Gröning, niemiecki polityk, burmistrz Stargardu, fundator Collegium Groeningianum (zm. 1631)
- 1572 – Denis-Simon de Marquemont, francuski duchowny katolicki, arcybiskup Lyonu, prymas Galii, kardynał (zm. 1626)
- 1654 – Heinrich Rüdiger von Ilgen, pruski polityk (zm. 1728)
- 1689 – Jacques Aubert, francuski kompozytor, skrzypek (zm. 1753)
- 1698 – Ignazio Michele Crivelli, włoski kardynał (zm. 1768)
- 1700 – Stanisław Konarski, polski pijar, dramaturg, poeta, tłumacz, edytor, pedagog, publicysta, reformator szkolnictwa (zm. 1773)
- 1701 – Enrico Enriquez, hiszpański kardynał, nuncjusz apostolski (zm. 1756)
- 1715 – Étienne de Condillac, francuski duchowny katolicki, filozof (zm. 1780)
- 1732 – Jacques Necker, francuski polityk pochodzenia szwajcarskiego, generalny kontroler finansów (zm. 1804)
- 1737 – Morten Thrane Brünnich, duński zoolog, mineralog (zm. 1827)
- 1747 – Friedrich Justin Bertuch, niemiecki wydawca, mecenas sztuki (zm. 1822)
- 1754 – Michał Pac, polski generał major, polityk (zm. 1800)
- 1758 – Jean Joseph Guieu, francuski generał (zm. 1817)
- 1765:
  - Karl Ludwig Harding, niemiecki astronom (zm. 1834)
  - José María Morelos, meksykański duchowny katolicki, działacz niepodległościowy (zm. 1815)
- 1775 – Robert Adrain, irlandzki matematyk (zm. 1843)
- 1780 – Klementyna Sanguszkowa, polska szlachcianka, filantropka (zm. 1852)
- 1795 – François Norbert Blanchet, amerykański duchowny katolicki, arcybiskup Oregon City pochodzenia kanadyjskiego (zm. 1883)
- 1800 – Hieronim Hermosilla, hiszpański dominikanin, misjonarz, biskup, męczennik, święty (zm. 1861)
- 1802 – Antoine Balard, francuski chemik (zm. 1876)
- 1803 – Gustav von Alvensleben, pruski generał, dyplomata (zm. 1881)
- 1806 – George Wurtz Hughes, amerykański polityk (zm. 1870)
- 1807 – Agustin Jerónimo de Iturbide, meksykański następca tronu (zm. 1866)
- 1811 – Augusta z Saksonii-Weimaru-Eisenach, cesarzowa niemiecka (zm. 1890)
- 1813 – John Rae, szkocki podróżnik (zm. 1893)
- 1819 – Karol Dittrich, niemiecko-polski przemysłowiec (zm. 1886)
- 1820 – Michał Hieronim Leszczyc-Sumiński, polski botanik, malarz, kolekcjoner sztuki (zm. 1898)
- 1824 – Samuel S. Cox, amerykański polityk (zm. 1889)
- 1826 – Gaetano Aloisi Masella, włoski kardynał, dyplomata (zm. 1902)
- 1828:
  - Lahiri Mahaśaja, indyjski guru, krijajogin (zm. 1895)
  - József Samassa, węgierski duchowny katolicki, arcybiskup Egeru, kardynał (zm. 1912)
- 1829 – Franz Reuleaux, niemiecki inżynier, teoretyk budowy maszyn, wykładowca akademicki (zm. 1905)
- 1831:
  - Władysław Czarnowski, polski lekarz, uczestnik powstania styczniowego (zm. 1863)
  - Joseph Delboeuf, belgijski psycholog, filozof, hipnoterapeuta, wykładowca akademicki (zm. 1896)
- 1832 – Frederick Roberts, brytyjski arystokrata, marszałek polny (zm. 1914)
- 1833 – Ferdinand von Saar, austriacki prozaik, dramaturg, poeta (zm. 1906)
- 1835:
  - (lub 18 czerwca) Adolf Kozieradzki, polski śpiewak i reżyser operowy (zm. 1901)
  - Tommaso Salvadori, włoski zoolog, ornitolog (zm. 1923)
- 1836 – George Douglas-Pennant, brytyjski arystokrata, przedsiębiorca, polityk (zm. 1907)
- 1839 – Sarah Lockwood Winchester, amerykańska milionerka (zm. 1922)
- 1840:
  - Johan Svendsen, norweski kompozytor, dyrygent (zm. 1911)
  - Jehan Georges Vibert, francuski malarz, dramaturg (zm. 1902)
- 1841 – Gabriel Centnerszwer, polski wydawca, księgarz pochodzenia żydowskiego (zm. 1917)
- 1843 – Matylda Ludwika Wittelsbach, księżniczka bawarska, hrabina Trani (zm. 1925)
- 1846 – Richard Plüddemann, niemiecki projektant, architekt (zm. 1910)
- 1847:
  - Wilhelmina Drucker, holenderska pisarka, feministka (zm. 1925)
  - Vilma Hugonnai, węgierska hrabina, lekarka (zm. 1922)
  - Wincenty Kluczyński, polski duchowny katolicki, arcybiskup mohylewski, Sługa Boży (zm. 1917)
- 1848:
  - Bronisław Rejchman, polski przyrodnik, taternik, przemysłowiec, publicysta (zm. 1936)
  - Antoni Wodziński, polsko-francuski pisarz (zm. 1928)
- 1849 – Michał Bobrzyński, polski historyk, polityk, namiestnik Galicji (zm. 1935)
- 1851 – Nikołaj Kowalkow, rosyjski generał-lejtnant, emigrant (zm. po 1927)
- 1852 – Charles Villiers Stanford, brytyjski kompozytor, dyrygent, pedagog (zm. 1924)
- 1853 – Otto Georg Bogislaf von Glasenapp, niemiecki bankowiec, finansista (zm. 1928)
- 1855 – José Benlliure, hiszpański malarz (zm. 1937)
- 1856 – Joseph Reinach, francuski dziennikarz, pisarz, polityk pochodzenia niemiecko-żydowskiego (zm. 1921)
- 1857 – Artur Reiski, polski baron, historyk, genealog, heraldyk, prawnik (zm. 1928)
- 1859:
  - Alfred Jensen, szwedzki tłumacz, dziennikarz, slawista, wykładowca akademicki (zm. 1921)
  - Wincenty Sicluna Hernández, hiszpański duchowny katolicki, męczennik, błogosławiony (zm. 1936)
  - Henri Tudor, luksemburski wynalazca, inżynier, przedsiębiorca (zm. 1928)
- 1861:
  - Sofia Perez Casanova, hiszpańska poetka (zm. 1958)
  - Morgan Robertson, amerykański pisarz (zm. 1915)
- 1862:
  - Stanisław Ostaszewski, polski przemysłowiec, wynalazca, hodowca (zm. 1915)
  - Aleksander Trepow, rosyjski polityk, premier Rosji (zm. 1928)
- 1863 – Pierina Legnani, włoska tancerka (zm. 1930)
- 1865 – Lucien Lévy-Dhurmer, francuski malarz (zm. 1953)
- 1867 – Konstantin Żostow, bułgarski generał major (zm. 1916)
- 1870 – Jean Baptiste Perrin, francuski fizyk, laureat Nagrody Nobla (zm. 1942)
- 1872:
  - Ludwik Falk, polski dermatolog, lekarz wojskowy (zm. ?)
  - Juozas Vokietaitis, litewski chórzysta, organista, pedagog, samorządowiec (zm. 1931)
- 1875:
  - Edmond Jacquelin, francuski kolarz torowy (zm. 1928)
  - Orla Nord, duński kolarz torowy (zm. ?)
- 1877:
  - Percival Davson, brytyjski szpadzista, tenisista (zm. 1959)
  - Adam Skałkowski, polski historyk, wykładowca akademicki (zm. 1951)
- 1879 – Hieronim Wyczółkowski, polski działacz społeczny, urzędnik samorządowy, polityk (zm. 1971)
- 1882:
  - George Bancroft, amerykański aktor (zm. 1956)
  - Hans Geiger, niemiecki fizyk, wykładowca akademicki (zm. 1945)
- 1883 – Bernhard Rust, niemiecki działacz i polityk nazistowski, minister do spraw nauki i szkolnictwa (zm. 1945)
- 1884 – Hieronim Wierzyński, polski dziennikarz, publicysta, działacz społeczny (zm. 1943)
- 1885 – Edmund Piechocki, polski ekonomista, działacz społeczny (zm. 1947)
- 1886 – Jerzy Maślanka, polski taternik, alpinista, inżynier (zm. 1961)
- 1887 – Lil Dagover, niemiecka aktorka (zm. 1980)
- 1890 – Antoni Leszczewicz, polski marianin, męczennik, błogosławiony (zm. 1943)
- 1891 – Antoni Bolt, polski polityk, prezydent Torunia (zm. 1941)
- 1892:
  - Władysław Miegoń, polski duchowny katolicki, kapelan Marynarki Wojennej, męczennik, błogosławiony (zm. 1942)
  - Zośka Wieras, białoruska pisarka pochodzenia polskiego (zm. 1991)
- 1894:
  - Stanisław Nawrocki, polski kompozytor, pianista (zm. 1950)
  - Stanisław Scheuring, polski major piechoty, sędzia (zm. 1953)
- 1895:
  - Lewis Milestone, amerykański reżyser filmowy (zm. 1980)
  - Aleksandr Wasilewski, radziecki dowódca wojskowy, polityk, marszałek ZSRR, minister sił zbrojnych (zm. 1977)
- 1896 – Harry Gosford Reeves, brytyjski pilot wojskowy, as myśliwski (zm. 1918)
- 1898:
  - Renée Adorée, francuska aktorka (zm. 1933)
  - Charlotte Grimaldi, księżna Monako (zm. 1977)
  - Mikołaj Gross, niemiecki działacz związkowy, męczennik, błogosławiony (zm. 1945)
- 1899 – Henri Willems, belgijski bobsleista (zm. ?)
- 1900 – Pedro Arispe, urugwajski piłkarz (zm. 1960)
- 1901:
  - Maria Hadera, polska pielęgniarka, sanitariuszka (zm. 1991)[6][7]
  - Paul Thalmann, szwajcarski pisarz, redaktor, komunista, anarchista (zm. 1980)
  - Kees van der Zalm, holenderski piłkarz (zm. 1957)
- 1902 – Paweł Rybicki, polski socjolog, historyk nauki (zm. 1988)
- 1903:
  - Ettore Campogalliani, włoski wokalista, kompozytor, pedagog (zm. 1992)
  - Sidney Farber, amerykański patolog, pediatra (zm. 1973)
  - Alice Orlowski, niemiecka nadzorczyni SS w niemieckich nazistowskich obozach koncentracyjnych (zm. 1976)
- 1904 – Michał Bożek, polski polityk, wicestarosta gliwicki, przewodniczący miejskiej rady narodowej w Pszczynie i Zawierciu (zm. ?)
- 1905:
  - Mikko Husu, fiński biegacz narciarski (zm. 1977)
  - Nevill Francis Mott, brytyjski fizyk, laureat Nagrody Nobla (zm. 1996)
  - Lejb Olszaniecki, polski działacz młodzieżowy i spółdzielczy pochodzenia żydowskiego (zm. 1934)
  - Michael Powell, brytyjski reżyser filmowy (zm. 1990)
- 1906:
  - Josef Čtyřoký, czeski piłkarz (zm. 1985)
  - Mireille Hartuch, francuska piosenkarka, kompozytorka, aktorka (zm. 1996)
- 1907:
  - Filip Siphong Onphitak, tajski męczennik i błogosławiony katolicki (zm. 1940)
  - Stanisław Sawicki, polski germanista, skandynawista, tłumacz (zm. 1944)
- 1908:
  - Johanna Budwig, niemiecka chemik (zm. 2003)
  - Dawid Ojstrach, rosyjski skrzypek pochodzenia żydowskiego (zm. 1974)
  - Edzard Schaper, niemiecki pisarz emigracyjny, pacyfista (zm. 1984)
- 1909:
  - Teofil Chodzidło, polski duchowny katolicki, etnolog, religioznawca, wykładowca akademicki (zm. 1979)
  - Juliusz Freisler, polski porucznik (zm. 1945)
  - John Goodell, amerykański reżyser filmów dokumentalnych, wynalazca, gracz w go (zm. 2004)
- 1910:
  - Michael Adeane, brytyjski urzędnik państwowy, dworzanin królewski (zm. 1984)
  - Edward Nowicki, polski porucznik, żołnierz AK (zm. 1945)
- 1911:
  - Ed Danowski, amerykański futbolista pochodzenia polskiego (zm. 1997)
  - Laurencja Harasimiw, ukraińska józefitka, błogosławiona (zm. 1952)
  - Jerzy Kierst, polski poeta, tłumacz, krytyk teatralny (zm. 1988)
  - Edward Muszyński, polski duchowny katolicki, biskup pomocniczy kielecki (zm. 1968)
  - Boris Taslitzky, francuski malarz (zm. 2005)
- 1912:
  - Michał Mędlewski, polski poeta, prozaik, dziennikarz (zm. 1997)
  - Niek Michel, holenderski piłkarz, bramkarz (zm. 1971)
- 1913:
  - Samuel Eilenberg, amerykański matematyk pochodzenia polsko-żydowskiego (zm. 1998)
  - Bill Walsh, amerykański scenarzysta i producent filmowy (zm. 1975)
- 1914:
  - Irena Kaniewska, polska konstruktor szybowcowa, pilot (zm. 1963)
  - Franciszek Studnicki, polski prawnik (zm. 1994)
- 1915:
  - Lester Maddox, amerykański polityk (zm. 2003)
  - Zbigniew Resich, polski prawnik, pierwszy prezes Sądu Najwyższego (zm. 1989)
- 1916:
  - Richard Kenneth Guy, brytyjski matematyk (zm. 2020)
  - Arthur Harold Stone, brytyjski matematyk (zm. 2000)
- 1917:
  - Park Chung-hee, koreański polityk, premier i prezydent Południowej Korei (zm. 1979)
  - Buddy Rich, amerykański perkusista jazzowy (zm. 1987)
- 1918:
  - Giovanni Canestri, włoski duchowny katolicki, arcybiskup Genui i Cagliari, kardynał (zm. 2015)
  - Walenty Kołodziejczyk, polski polityk, poseł na Sejm PRL (zm. 2002)
- 1919:
  - Michaił Batarow, radziecki generał major lotnictwa, as myśliwski (zm. 1990)
  - Cecil Green, amerykański kierowca wyścigowy (zm. 1951)
  - Tadeusz Grzesło, polski porucznik, pedagog, harcmistrz ZHP, żołnierz AK (zm. 2007)
- 1921:
  - Deborah Kerr, szkocka aktorka (zm. 2007)
  - Pedro Knight, kubański trębacz (zm. 2007)
  - Stanisław Nagy, polski duchowny katolicki, sercanin, teolog, kardynał (zm. 2013)
- 1922:
  - Jesús Orta Ruiz(inne języki), kubański poeta (zm. 2006)
  - Janusz Warmiński, polski aktor (zm. 1996)
- 1923:
  - Bolesław Bonczar, polski generał brygady (zm. 2002)
  - Gertruda Przybylska, polska inżynier, działaczka opozycji demokratycznej w okresie PRL (zm. 2012)
- 1924:
  - Truman Capote, amerykański pisarz (zm. 1984)
  - Lucjan Dembiński, polski reżyser filmów animowanych, aktor-lalkarz (zm. 1998)
  - Jerzy Pelc, polski filozof, semiotyk, logik, wykładowca akademicki (zm. 2017)
- 1925:
  - Wanda Gizicka, polska nauczycielka, poetka (zm. 2023)
  - Joseph Habib Hitti, libański duchowny maronicki, ordynariusz eparchii św. Marona w Sydney (zm. 2022)
  - Władysław Tarała, polski pułkownik (zm. 2008)
- 1926:
  - Jeff Robson, nowozelandzki tenisista, badmintonista (zm. 2022)
  - Veikko Sinisalo, fiński aktor (zm. 2003)
  - Eric Stanton, amerykański autor komiksów (zm. 1999)
- 1927:
  - Michał Krauss, polski chirurg plastyczny (zm. 2010)
  - W.S. Merwin, amerykański poeta, dramaturg, tłumacz, działacz na rzecz ochrony środowiska (zm. 2019)
  - Edward Niemczyk, polski działacz sportowy (zm. 2008)
- 1928:
  - Emilio Caprile, włoski piłkarz (zm. 2020)
  - Owen Dolan, nowozelandzki duchowny katolicki, biskup Palmerston North (zm. 2025)
  - Charles W. Fries, amerykański producent filmowy (zm. 2021)
  - Lawrence Joseph Hogan, amerykański polityk (zm. 2017)
  - Henryk Jagodziński, polski literat, aforysta, dziennikarz (zm. 2000)
  - Ignacy Krasicki, polski dziennikarz, politolog marksistowski (zm. 2018)
  - Elie Wiesel, amerykański pisarz, dziennikarz, laureat Pokojowej Nagrody Nobla pochodzenia żydowskiego (zm. 2016)
- 1929:
  - Kjell Askildsen, norweski pisarz (zm. 2021)
  - Helga Gitmark, norweska polityk (zm. 2008)
  - Mir Hazar Khan Khoso, pakistański prawnik, sędzia, polityk, p.o. premiera Pakistanu (zm. 2021)
  - Jerzy Pękala, polski polityk, poseł na Sejm PRL, prezydent Krakowa
- 1930:
  - Vytautas Astrauskas, litewski polityk komunistyczny (zm. 2017)
  - Lucjan Kałkus, polski pułkownik pilot (zm. 2009)
- 1931:
  - Miłko Bobocow, bułgarski szachista (zm. 2000)
  - Óscar Braga, angolski duchowny katolicki, biskup Bengueli (zm. 2020)
  - Angie Dickinson, amerykańska aktorka
  - Roman Drahan, polski poeta (zm. 1998)
  - Franciszek Gąsienica Groń, polski narciarz, kombinator norweski (zm. 2014)
  - Stanisława Kosowska, polska nauczycielka, polityk, poseł na Sejm PRL (zm. 2023)
  - Zdzisław Rynkiewicz, polski artysta fotografik (zm. 2021)
- 1932:
  - John Ganzoni, brytyjski arystokrata, polityk (zm. 2005)
  - Shintarō Ishihara, japoński pisarz, polityk (zm. 2022)
  - Henryk Ratajczak, polski chemik-teoretyk, wykładowca akademicki
- 1933:
  - János Flesch, węgierski szachista (zm. 1983)
  - Cissy Houston, amerykańska piosenkarka (zm. 2024)
  - Ilja Kabakow, rosyjski rysownik, autor instalacji (zm. 2023)
  - Bibiana Mossakowska, polska chirurg, neurochirurg
  - Mars Rafikow, radziecki pilot wojskowy, kosmonauta (zm. 2000)
- 1934:
  - Alan A’Court, angielski piłkarz (zm. 2009)
  - Tadeusz Gąsienica-Łuszczek, polski polityk, poseł na Sejm RP (zm. 2013)
  - Udo Jürgens, austriacki piosenkarz, kompozytor (zm. 2014)
  - Hieronim Kubiak, polski socjolog, polityk (zm. 2024)
  - Urszula Rzeczkowska, polska akordeonistka, kompozytorka (zm. 1978)
- 1935:
  - Johnny Mathis, amerykański piosenkarz
  - John Wijngaards, holenderski zakonnik, misjonarz i teolog katolicki, działacz na rzecz kapłaństwa kobiet (zm. 2025)
- 1936 – Edgardo González, urugwajski piłkarz (zm. 2007)
- 1937:
  - Jurek Becker, niemiecki pisarz (zm. 1997)
  - Hieronim Fokciński, polski duchowny katolicki, jezuita, filolog klasyczny, historyk (zm. 2018)
  - Gary Hocking, rodezyjski motocyklista i kierowca wyścigowy (zm. 1962)
  - Jurij Maslukow, rosyjski polityk (zm. 2010)
  - Wałentyn Sylwestrow, ukraiński kompozytor
- 1938:
  - Germán Aceros, kolumbijski piłkarz (zm. 2018)
  - Walther Aufhammer, niemiecki profesor nauk rolniczych
  - Angelo Damiano, włoski kolarz torowy
  - Jan Magiera, polski kolarz szosowy i torowy (zm. 2022)
  - Miguel Patiño Velázquez, meksykański duchowny katolicki, biskup Apatzingán (zm. 2019)
- 1939:
  - Krzysztof Jakowicz, polski skrzypek, pedagog
  - Jean-Marie Lehn, francuski chemik, laureat Nagrody Nobla
- 1940:
  - Harry Jerome, kanadyjski lekkoatleta, sprinter (zm. 1982)
  - Hilton Oliveira, brazylijski piłkarz (zm. 2006)
- 1941:
  - Paul Bremer, amerykański dyplomata, polityk
  - Kamalesh Sharma, indyjski dyplomata
  - Reine Wisell, szwedzki kierowca wyścigowy (zm. 2022)
- 1942:
  - Alina Biernacka, polska poetka, malarka
  - Andrzej Dutkiewicz, polski kompozytor, pianista
  - Leif Larsen, duński kolarz szosowy i torowy
  - Frankie Lymon, amerykański piosenkarz (zm. 1968)
  - Sture Pettersson, szwedzki kolarz torowy i szosowy (zm. 1983)
  - Jerzy Szymczyk, polski siatkarz, trener, nauczyciel akademicki (zm. 2016)
- 1943:
  - Johann Deisenhofer, niemiecki chemik, laureat Nagrody Nobla
  - Wiktor Krebok, polski trener siatkówki
  - Marilyn McCoo, amerykańska wokalistka, członkini zespołu The 5th Dimension
- 1944:
  - Bronisław Bernacki, polski duchowny katolicki, biskup odesko-symferopolski, przewodniczący Konferencji Episkopatu Ukrainy (zm. 2024)
  - Bernard Debré, francuski urolog, samorządowiec, polityk, mer Amboise, minister ds. kooperacji (zm. 2020)
  - Jean-Louis Debré, francuski prawnik, politolog, polityk, minister spraw wewnętrznych, przewodniczący Zgromadzenia Narodowego (zm. 2025)
  - Jimmy Johnstone, szkocki piłkarz (zm. 2006)
  - Red Robbins, amerykański koszykarz (zm. 2009)
- 1945:
  - José Manuel Fuente, hiszpański kolarz szosowy (zm. 1996)
  - Peter Knowles, angielski piłkarz
  - Ehud Olmert, izraelski polityk, premier Izraela
  - Ralph Siegel, niemiecki kompozytor
- 1946:
  - Andrzej Gołaś, polski naukowiec, polityk, samorządowiec, prezydent Krakowa
  - Barry Hulshoff, holenderski piłkarz, trener (zm. 2020)
  - Jochen Mass, niemiecki kierowca wyścigowy (zm. 2025)
  - Dan O’Bannon, amerykański reżyser i scenarzysta filmowy (zm. 2009)
  - Claude Vorilhon, francuski piosenkarz, kierowca wyścigowy, dziennikarz sportowy, założyciel Ruchu Raeliańskiego
  - Charles Barry Weitzenberg, amerykański piłkarz wodny
- 1947:
  - Marc Bolan, brytyjski muzyk, wokalista, autor tekstów, członek zespołu T. Rex (zm. 1977)
  - Barbara Pollastrini, włoska nauczycielka akademicka, polityk
  - Rula Lenska, brytyjska aktorka pochodzenia polskiego
  - Miguel de Oliveira, brazylijski bokser (zm. 2021)
- 1948:
  - Edward Kolbus, polski poeta
  - Raúl Reyes, kolumbijski rewolucjonista (zm. 2008)
- 1949:
  - Flora Brovina, albańska pediatra, feministka, poetka
  - Reiner Hollmann, niemiecki piłkarz, trener
  - Benno Larsen, duński piłkarz, bramkarz
  - Charlie McCreevy, irlandzki ekonomista, polityk
  - Andrzej Szajna, polski gimnastyk sportowy (zm. 2024)
  - Michel Tognini, francuski generał brygady pilot, astronauta
- 1950:
  - Zofia Czernow, polska ekonomistka, działaczka samorządowa, prezydent Jeleniej Góry
  - Laura Esquivel, meksykańska pisarka
  - Mariano García Remón, hiszpański piłkarz, trener
  - Marianna Leńska, polska lekkoatletka, kulomiotka
  - Krzysztof Skóra, polski biolog (zm. 2016)
  - Victoria Tennant, brytyjska aktorka
  - Renato Zero, włoski piosenkarz
- 1951:
  - Maria Bigoszewska, polska poetka
  - Kapka Georgiewa, bułgarska wioślarka, sterniczka
  - Barry Marshall, australijski lekarz, laureat Nagrody Nobla
- 1952:
  - John Finn, amerykański aktor
  - Svein Mathisen, norweski piłkarz (zm. 2011)
  - Jacek Pałasiński, polski teatrolog, dziennikarz
  - Małgorzata Wiązkowska, polska koszykarka
- 1953:
  - Mart Abts, amerykański perkusista, członek zespołu Gov’t Mule
  - Deborah Allen, amerykańska aktorka, piosenkarka
  - S.M. Stirling, amerykański pisarz science fiction i fantasy
  - Eva-Maria Wernicke, niemiecka saneczkarka
- 1954:
  - Basia, polska piosenkarka, kompozytorka, autorka tekstów, producentka muzyczna
  - John Drew, amerykański koszykarz (zm. 2022)
  - Gheorghe Ghipu, rumuński lekkoatleta, średniodystansowiec
  - Józef Grochowina, polski poeta, krytyk literacki
  - Zbigniew Romek, polski historyk, wykładowca akademicki
  - Barry Williams, amerykański aktor
  - Andrzej Zybertowicz, polski socjolog, publicysta, wykładowca akademicki
- 1955:
  - Jerzy Adamuszek, polski geograf, pisarz
  - George Fergusson, brytyjski dyplomata
  - Francisco Carlos da Silva, brazylijski duchowny katolicki, biskup Lins
  - Zita Žvikienė, litewska polityk
- 1956:
  - Frank Arnesen, duński piłkarz
  - Vondie Curtis-Hall, amerykański aktor, reżyser filmowy
  - Małgorzata Kalicińska, polska pisarka
  - Maria Esmeralda, belgijska księżniczka
  - Leonard Nitz, amerykański kolarz szosowy i torowy
- 1957:
  - Lennart Bengtsson, szwedzki żużlowiec
  - Fran Drescher, amerykańska aktorka, reżyserka i producentka filmowa pochodzenia żydowskiego
  - Philippe Marsset, francuski duchowny katolicki, biskup pomocniczy Paryża
- 1958:
  - Małgorzata Dajewska, polska artystka tworząca szkło artystyczne
  - Jaime Muñoz Pedroza, kolumbijski duchowny katolicki, biskup Arauca i Girardot
- 1959:
  - Xiomara Castro, honduraska polityk, prezydent Hondurasu
  - Pablo Estramín, urugwajski wokalista, kompozytor, gitarzysta
  - Elsemieke Hillen, holenderska hokeistka na trawie
  - José Luis Laguía, hiszpański kolarz szosowy
  - Ettore Messina, włoski trener koszykówki
  - Władimir Murawjow, kazachski lekkoatleta, sprinter
  - Francisco Javier Toledo, honduraski piłkarz (zm. 2006)
- 1960:
  - Massimo Bottura, włoski szef kuchni
  - Blanche Lincoln, amerykańska polityk, senator
  - Salib, egipski duchowny Koptyjskiego Kościoła Ortodoksyjnego, biskup Mit Ghamr
  - Koru Tito, kirybatyjski duchowny katolicki, biskup Tarawy i Nauru (zm. 2022)
- 1961:
  - Crystal Bernard, amerykańska aktorka, piosenkarka
  - Bogdan Konopka, polski lekarz weterynarii, doktor nauk rolniczych, urzędnik państwowy
  - Christian Matthey, szwajcarski piłkarz
  - Ivan Štefanec, słowacki menedżer, polityk, eurodeputowany
  - Katalin Sterk, węgierska lekkoatletka, skoczkini wzwyż
  - Eric Stoltz, amerykański aktor, reżyser i producent filmowy
- 1962:
  - Dariusz Dziekanowski, polski piłkarz, trener i działacz piłkarski
  - Rolf Gölz, niemiecki kolarz torowy i szosowy
  - Cezary Ostrowski, polski dziennikarz, muzyk, kompozytor, artysta wizualny, założyciel zespołu Bexa Lala
  - Aldona Patycka, polska koszykarka, trenerka
  - Frank Rijkaard, holenderski piłkarz, trener
- 1963:
  - Maite Nkoana-Mashabane, południowoafrykańska polityk
  - Lucia Sauca, rumuńska wioślarka
  - Corrado Verdelli, włoski piłkarz, trener
- 1964:
  - Ankie Bagger, szwedzka piosenkarka
  - Monica Bellucci, włoska aktorka, modelka
  - Tadeusz Czerwiński, polski strzelec sportowy
  - Anthony Delon, francuski aktor
  - Jerzy Dołhan, polski badmintonista, trener
  - Stephen Frick, amerykański komandor US Navy, astronauta
  - Iveta Grigule, łotewska działaczka samorządowa, polityk
  - Chire Koyama, japońska tenisistka stołowa pochodzenia chińskiego
  - Anna Kwiecień, polska ekonomistka, polityk, poseł na Sejm RP
  - Marco Macina, sanmaryński piłkarz
  - Edward Mapunda, tanzański duchowny katolicki, biskup Singidy
  - Mike McKay, australijski wioślarz
  - Franck Multon, francuski i monakijski brydżysta
  - Lech Polcyn, polski malarz, grafik, fotograf, wykładowca akademicki
  - Ilivasi Tabua, fidżijski i australijski rugbysta, trener
  - Robby Takac, amerykański wokalista, basista, członek zespołu Goo Goo Dolls
- 1965:
  - Claudia Barainsky, niemiecka śpiewaczka operowa (sopran)
  - Robert Głąb, polski generał brygady
- 1966:
  - Michał Leśniewski, polski historyk, wykładowca akademicki
  - Bogdan Obradović, serbski trener tenisa ziemnego
  - Nenad Popović, serbski przedsiębiorca, działacz sportowy, polityk
  - Gustavo Sánchez Parra, meksykański aktor
- 1967:
  - Vladimir Cosse, mołdawski piłkarz
  - Steve Kean, szkocki piłkarz, trener
  - Mark Randall, amerykański koszykarz
  - Pedro Reis, portugalski ekonomista, menedżer, polityk
  - Adam Sowa, polski saksofonista
- 1968:
  - Vanda Hybnerová, czeska aktorka
  - Iwona Jelonek, polska geolog, wykładowczyni akademicka, działaczka samorządowa
  - Hervé Renard, francuski piłkarz, trener
  - Siarhiej Smal, białoruski zapaśnik
  - Tymon Tymański, polski muzyk, kompozytor, poeta, prozaik, członek zespołów: Miłość, Kury, Czan, NRD, Masło, The Users, Tymon & The Transistors, Polish Brass Ensembl i Jazz Out
- 1969:
  - Andres Anvelt, estoński policjant, polityk
  - Silas Weir Mitchell, amerykański aktor
  - Younous Omarjee, reunioński i francuski polityk
  - Jakub Porada, polski dziennikarz, prezenter telewizyjny i radiowy
  - Sylvain Savoia, francuski autor komiksów
  - Krystyna Szymańska-Lara, polska koszykarka
  - Toshiko Takeya, japońska polityk
- 1970:
  - Gilad Erdan, izraelski polityk
  - Tony Hale, amerykański aktor, komik
  - Wojciech Konieczny, polski lekarz, polityk, senator RP
  - Damian Mori, australijski piłkarz
- 1971:
  - Leila Barros, brazylijska siatkarka halowa i plażowa
  - Giancarlo Judica Cordiglia, węgierski aktor, komik, reżyser, scenarzysta
  - Jenna Elfman, amerykańska aktorka
  - Dmytro Jarosz, ukraiński polityk
  - Adam Juretzko, niemiecki zapaśnik
  - György Mizsei, węgierski bokser
  - Marcin Pawłowski, polski dziennikarz i prezenter telewizyjny (zm. 2004)
  - Eustacio Rizo, meksykański piłkarz
  - Tobias Zilliacus, fiński aktor
- 1972:
  - Ari Behn, norweski prozaik, dramaturg (zm. 2019)
  - Bruno Carotti, francuski piłkarz pochodzenia hiszpańskiego
  - Siarhiej Hurenka, białoruski piłkarz, trener
  - Ireneusz Raś, polski samorządowiec, polityk, poseł na Sejm RP
  - Wojciech Skowroński, polski dziennikarz, lektor
- 1973:
  - Anna Mateja, polska dziennikarka
  - Vyaçeslav Lıçkin, azerski piłkarz
  - Todd Rogers, amerykański siatkarz plażowy
  - Rubén Wolkowyski, argentyński koszykarz pochodzenia polskiego
- 1974:
  - Voltana Ademi, albańska informatyk, polityk, działaczka samorządowa, burmistrz Szkodry
  - Yul Bürkle, wenezuelski aktor pochodzenia niemiecko-meksykańskiego
  - Daniel Dziarmaga, polski piłkarz (zm. 2005)
  - Jonila Godole, albańska pedagog, dziennikarka, publicystka, tłumaczka, polityk
  - Ashley Hamilton, amerykański aktor, piosenkarz
  - Tycho van Meer, holenderski hokeista na trawie
  - Tomas Misser, hiszpański kolarz górski
  - Ołeksij Riabcew, ukraiński piłkarz, trener
  - Daniel Wu, chińsko-amerykański aktor, reżyser, producent i scenarzysta filmowy
- 1975:
  - Marion Cotillard, francuska aktorka
  - Andreas Ertl, niemiecki narciarz alpejski
  - Marcin Kubsik, polski piłkarz
  - Laure Pequegnot, francuska narciarka alpejska
  - Marius Urzică, rumuński gimnastyk
- 1976:
  - Bartosz Demczuk, polski aktor kabaretowy
  - Vlatko Ðolonga, chorwacki piłkarz
  - Barbara Madejczyk, polska lekkoatletka, oszczepniczka
- 1977:
  - Roy Carroll, północnoirlandzki piłkarz, bramkarz
  - Magdalena Emilianowicz, polska aktorka
  - Tihomir Franković, chorwacki wioślarz
  - David García, hiszpański kolarz szosowy
  - Aleksandr Kosariew, rosyjski siatkarz
  - Marito, angolski piłkarz, bramkarz
  - Sun Jihai, chiński piłkarz
  - Héctor Tapia, chilijski piłkarz
  - Melchior Wathelet, belgijski i waloński polityk
- 1978:
  - Małgorzata Glinka-Mogentale, polska siatkarka
  - Juan Magán, hiszpański raper, piosenkarz, didżej, producent muzyczny
  - Róbinson Zapata, kolumbijski piłkarz, bramkarz
  - Darius Žutautas, litewski piłkarz
- 1979:
  - Boubacar Barry, iworyjski piłkarz, bramkarz
  - Primož Kozmus, słoweński lekkoatleta, młociarz
  - Andy van der Meyde, holenderski piłkarz
  - Pat Riordan, kanadyjski rugbysta
  - Damian Seweryn, polski piłkarz
- 1980:
  - Virgil Abloh, amerykański projektant mody, producent muzyczny (zm. 2021)
  - Dante Amaral, brazylijski siatkarz
  - Christian Cantwell, amerykański lekkoatleta, kulomiot
  - Martina Hingis, szwajcarska tenisistka pochodzenia słowackiego
  - Stefan Lindemann, niemiecki łyżwiarz figurowy
  - Catharine Pendrel, kanadyjska kolarka górska
  - Guillermo Rigondeaux, kubański bokser
  - Milagros Sequera, wenezuelska tenisistka
- 1981:
  - Cecelia Ahern, irlandzka pisarka
  - Kristina Barrois, niemiecka tenisistka
  - Enamul Hossain, banglijski szachista
  - Cathrine Kraayeveld, amerykańska koszykarka
  - Igor Kunicyn, rosyjski tenisista
  - Panajotis Mandis, grecki żeglarz sportowy
  - Jan Rajnoch, czeski piłkarz
  - Óscar Serrano, hiszpański piłkarz
- 1982:
  - Takesure Chinyama, zimbabwejski piłkarz
  - Kieran Culkin, amerykański aktor
  - Matthias Flach, niemiecki wioślarz
  - Ola Jordan, polsko-brytyjska tancerka i modelka
  - Tory Lane, amerykańska aktorka pornograficzna
  - Adam Skulte, polski judoka
- 1983:
  - Earl Calloway, amerykańsko-bułgarski koszykarz
  - Carmen Elise Espenæs, norweska wokalistka, członkini zespołu Midnattsol
  - Christopher Greatwich, filipiński piłkarz
  - Aleksandr Kasjanow, rosyjski bobsleista
  - Justin Lester, amerykański zapaśnik
  - Reiko Shiota, japońska badmintonistka
- 1984:
  - Keisha Buchanan, brytyjska piosenkarka
  - Ionuț Dimofte, rumuński rugbysta
  - Soraya Haddad, algierska judoczka
  - Andriej Kutiejkin, rosyjski hokeista
  - Laura Milani, włoska wioślarka
- 1985:
  - James Dallinger, nowozelandzki wioślarz
  - Dmytro Hrabowski, ukraiński kolarz szosowy (zm. 2017)
  - Téa Obreht, amerykańska pisarka
  - Cristian Rodríguez, urugwajski piłkarz
  - T-Pain, amerykański piosenkarz, producent muzyczny
- 1986:
  - Joan Cañellas, hiszpański piłkarz ręczny
  - Sonny Flame, rumuński piosenkarz
  - Olivier Giroud, francuski piłkarz
  - Katarzyna Górniak, polska brydżystka
  - Cal O’Reilly, kanadyjski hokeista
  - Władimir Ostrouszko, rosyjski rugbysta
  - Cristián Zapata, kolumbijski piłkarz
- 1987:
  - Flora Duffy, bermudzka triathlonistka
  - Lauren Holiday, amerykańska piłkarka
  - Kenley Jansen, baseballista z Curaçao
  - Jiří Jeslínek, czeski piłkarz
  - Marije Joling, holenderska łyżwiarka szybka
  - Morten Risager, duński żużlowiec
  - Marco Rossi, włoski piłkarz
  - Iwan Rowny, rosyjski kolarz szosowy i torowy
- 1988:
  - Bořek Dočkal, czeski piłkarz
  - Kristina Jordanska, bułgarska siatkarka
  - Kurt Kuschela, niemiecki kajakarz, kanadyjkarz
  - Chris Wright, amerykański koszykarz
- 1989:
  - Joel González, hiszpański taekwondzista
  - Lukas Hofer, włoski biathlonista
  - Patryk Janas, polski aktor, piosenkarz, prezenter telewizyjny
  - Joan Kibor, kenijska siatkarka
  - Justin Lee, amerykański aktor pochodzenia koreańskiego
  - Anton von Lucke, niemiecki aktor
  - Amina Temmar, algierska judoczka
  - Jasmine Thomas, amerykańska koszykarka
- 1990:
  - Gabrielle Adcock, brytyjska badmintonistka
  - Alyssa Anderson, amerykańska pływaczka
  - Miks Indrašis, łotewski hokeista
  - Kim Seung-gyu, południowokoreański piłkarz, bramkarz
- 1991:
  - Marcos Álvarez, niemiecki piłkarz pochodzenia hiszpańskiego
  - Maksim Bielajew, rosyjski piłkarz
  - Adrian Buchowski, polski siatkarz
  - Joffrey Lauvergne, francuski koszykarz
  - Cosmin Matei, rumuński piłkarz
  - Gabriela Paz, wenezuelska tenisistka
  - Thomas Röhler, niemiecki lekkoatleta, oszczepnik
- 1992:
  - Wiktor Bałuda, rosyjski tenisista
  - Marco Cecchinato, włoski tenisista
  - Cyrus Christie, irlandzki piłkarz
  - Bria Hartley, amerykańska koszykarka
  - Ezra Miller, amerykański aktor
  - Marina Charlotte Windsor, brytyjska arystokratka
- 1993:
  - Badr Banoun, marokański piłkarz
  - Cierra Burdick, amerykańska koszykarka
  - Jovana Jović, serbska tenisistka
  - Brian Kaltack, vanuacki piłkarz
  - Solomon Kwambe, nigeryjski piłkarz
  - Philipp Max, niemiecki piłkarz
  - Ernest Prišlič, słoweński skoczek narciarski
  - Ken Sema, szwedzki piłkarz pochodzenia kongijskiego
  - Teddy Teuma, maltański piłkarz pochodzenia francuskiego
- 1994:
  - Giorgi Gadrani, gruziński piłkarz
  - Sabina Gilazowa, rosyjska judoczka
  - Greg Leigh, jamajski piłkarz
  - Ryan McLaughlin, północnoirlandzki piłkarz
  - Alija Mustafina, rosyjska gimnastyczka pochodzenia tatarskiego
  - Beltain Schmid, włoski kolarz górski
  - Wayne Selden, amerykański koszykarz
  - Tommy Semmy, papuański piłkarz
  - Nikola Storm, belgijski piłkarz
  - Iulian Teodosiu, rumuński szablista
  - Mikael Uhre, duński piłkarz
  - Dries Van Gestel, belgijski kolarz szosowy
- 1995:
  - Victor Andrade, brazylijski piłkarz
  - Mauro Arambarri, urugwajski piłkarz
  - Jenna Burdette, amerykańska koszykarka
- 1996:
  - Nico Elvedi, szwajcarski piłkarz
  - Aaron Holiday, amerykański koszykarz
  - Ardian Ismajli, albański i kosowski piłkarz
  - Lewis Morgan, szkocki piłkarz
  - Alexander Nübel, niemiecki piłkarz, bramkarz
  - Oh Sang-uk, południowokoreański szablista
  - Thomas Ouwejan, holenderski piłkarz
  - Nejc Seretinek, słoweński skoczek narciarski
- 1997:
  - Santeri Hostikka, fiński piłkarz
  - Andonis Koniaris, grecki koszykarz
  - Julia Kowalczyk, polska judoczka
  - Max Verstappen, holenderski kierowca wyścigowy
  - Asier Villalibre, hiszpański piłkarz
  - Renata Zarazúa, meksykańska tenisistka
- 1998:
  - Yacine Bourhane, komoryjski piłkarz
  - Christián Herc, słowacki piłkarz
  - Trevi Moran, amerykańska youtuberka, piosenkarka
  - Yannis N’Gakoutou, gaboński piłkarz
  - Marco Zandron, hiszpański łyżwiarz figurowy pochodzenia włoskiego
- 1999:
  - Sofia Cantore, włoska piłkarka
  - Henrik Larsson, szwedzki lekkoatleta, sprinter
  - Wiktor Trofimow, ukraiński i polski żużlowiec
- 2000:
  - Tariq Lamptey, angielski piłkarz pochodzenia ghańskiego
  - Aleksander Lewandowski, polski koszykarz
  - Sara Neumann, polska lekkoatletka, sprinterka
- 2001 – Sergio Arribas, hiszpański piłkarz
- 2002:
  - Danył Maszczenko, ukraiński piłkarz
  - Eszter Muhari, węgierska szpadzistka
  - Tara Würth, chorwacka tenisistka
  - Maddie Ziegler, amerykańska tancerka, modelka, aktorka
- 2004 – Leung Chin Yu, hongkoński florecista

## Zmarli
- 420 – Hieronim ze Strydonu, ojciec Kościoła, święty (ur. ok. 347)
- 653 – Honoriusz z Canterbury, arcybiskup Canterbury (ur. ?)
- 1089 – Mieszko Bolesławowic (przypuszczalnie) książę krakowski (ur. 1069)
- 1246 – Jarosław II, wielki książę kijowski i włodzimierski (ur. 1191)
- 1288 – Leszek Czarny, książę sieradzki, sandomierski i krakowski, książę Polski (ur. ok. 1241)
- 1414 – Piotr Wysz, polski duchowny katolicki, biskup krakowski (ur. ok. 1354)
- 1448 – Karol II Tocco, hrabia Kefalenii, władca południowego Epiru (ur. ?)
- 1479 – Małgorzata Sabaudzka, księżniczka Sabaudii, królowa Neapolu, księżna Palatynatu, hrabina Wirtembergii (ur. 1420)
- 1560 – Melchor Cano, hiszpański dominikanin, teolog, biskup (ur. 1509)
- 1572 – Franciszek Borgiasz, hiszpański jezuita, święty (ur. 1510)
- 1581 – Hubert Languet, francuski dyplomata (ur. 1518)
- 1612 – Federico Barocci, włoski malarz, rysownik, sztycharz (ur. ok. 1535)
- 1626 – Nurhaczy, założyciel państwa mandżurskiego (ur. 1559)
- 1627:
  - Henryk Rudolf, książę brunszwicki (ur. 1625)
  - Tianqi, cesarz Chin (ur. 1605)
- 1628 – Fulke Greville, angielski pisarz (ur. 1554)
- 1645 – Fryderyk Kazimierz Wittelsbach, hrabia palatyn i książę Palatynatu-Zweibrücken-Landsberg (ur. 1585)
- 1659 – Giovanni Pesaro, doża Wenecji (ur. 1589)
- 1660 – Cristoforo Vidman, włoski kardynał pochodzenia niemieckiego (ur. 1617)
- 1669 – Henry King, angielski duchowny anglikański, biskup Chichester, poeta metafizyczny (ur. 1592)
- 1745 – Albert Brunswick-Lüneburg, niemiecki arystokrata, generał (ur. 1725)
- 1755 – Francesco Durante, włoski kompozytor (ur. 1684)
- 1758 – Alberico Archinto, włoski kardynał, dyplomata (ur. 1698)
- 1764 – Herman Karl von Keyserling, niemiecki hrabia, historyk, dyplomata w służbie rosyjskiej (ur. 1696)
- 1770 – George Whitefield, brytyjski duchowny anglikański, kaznodzieja (ur. 1714)
- 1785:
  - Friedrich Samuel Bock, niemiecki teolog, historyk, przyrodnik (ur. 1716)
  - Johann Jacob Moser, niemiecki prawnik (ur. 1701)
- 1788 – Matthäus Günther, niemiecki malarz (ur. 1705)
- 1811:
  - Andrzej Le Brun, francusko-flamandzki rzeźbiarz działający w Polsce (ur. 1737)
  - Thomas Percy, brytyjski duchowny anglikański, biskup Dromore, folklorysta (ur. 1729)
- 1832 – Elżbieta Jaraczewska, polska pisarka (ur. 1791)
- 1835 – Stephen Mix Mitchell, amerykański prawnik, polityk (ur. 1743)
- 1839 – Joseph-François Michaud, francuski historyk, dziennikarz, publicysta (ur. 1767)
- 1854 – Józef Chłopicki, polski generał dywizji, wódz naczelny powstania listopadowego (ur. 1771)
- 1855 – Camille Roqueplan, francuski malarz, litograf (ur. 1802)
- 1859 – Szymon Pisulewski, polski botanik, biolog, zoolog, pedagog (ur. 1808)
- 1860 – Vincenzo Macchi, włoski kardynał (ur. 1770)
- 1863 – Leopold Zelner, polski rzemieślnik, żandarm, uczestnik powstania styczniowego (ur. ?)
- 1876:
  - Fryderyk Albert, włoski duchowny katolicki, błogosławiony (ur. 1820)
  - Teofil Klonowski, polski kompozytor, pedagog (ur. 1805)
- 1877 – Henry Meiggs, amerykański przedsiębiorca kolejowy (ur. 1811)
- 1886 – Franz Adam, niemiecki malarz (ur. 1815)
- 1888:
  - Catherine Eddowes, brytyjska ofiara Kuby Rozpruwacza (ur. 1842)
  - Elizabeth Stride, brytyjska ofiara Kuby Rozpruwacza (ur. 1843)
- 1891 – Georges Boulanger, francuski generał, polityk (ur. 1837)
- 1897:
  - Leopold Auerbach, niemiecki neurolog, biolog (ur. 1828)
  - Manuel Baquedano, chilijski generał (ur. 1823)
  - Teresa z Lisieux, francuska zakonnica, święta (ur. 1873)
- 1905 – Juliusz Kunitzer, polski przemysłowiec pochodzenia niemieckiego (ur. 1843)
- 1907 – Henryk Rewakowicz, polski dziennikarz, działacz ludowy, polityk, uczestnik powstania styczniowego (ur. 1837)
- 1908:
  - Alfred Thompson Bricher, amerykański malarz (ur. 1837)
  - Karol Estreicher (starszy), polski publicysta, bibliograf, historyk literatury i teatru (ur. 1827)
- 1911 – Franciszek Kostrzewski, polski malarz, ilustrator, rysownik, karykaturzysta (ur. 1826)
- 1914 – Henry Bulwer, brytyjski polityk kolonialny (ur. 1836)
- 1918 – Ludwik Kubala, polski historyk (ur. 1838)
- 1920 – Mitrofan (Ban), serbski biskup prawosławny (ur. 1841)
- 1921 – Ignacy Urbański, polski winogrodnik (ur. 1840)
- 1922 – Paul Barth, niemiecki filozof, pedagog (ur. 1858)
- 1925 – Józef Kazimierz Ziemacki, polski chirurg (ur. 1856)
- 1928 – Ludwig von Pastor, austriacki historyk (ur. 1854)
- 1930:
  - Julijan Hołowinskyj, ukraiński wojskowy, działacz niepodległościowy i nacjonalistyczny (ur. 1894)
  - László Rátz, węgierski pedagog (ur. 1863)
  - Frederick Smith, brytyjski arystokrata, polityk (ur. 1872)
- 1932 – Constantin Coandă, rumuński generał, matematyk, wynalazca, polityk, premier Rumunii (ur. 1857)
- 1934 – Giuseppe Mori, włoski kardynał (ur. 1850)
- 1935:
  - Kajetan Horoch, polski chirurg (ur. 1854)
  - Uszer Mendelsohn, polski przedsiębiorca, działacz spółdzielczy, polityk, senator RP pochodzenia żydowskiego (ur. 1873)
- 1936 – Bolesław Markowski, polski prawnik, ekonomista, polityk, członek Rady Stanu, minister skarbu (ur. 1862)
- 1937:
  - Franz Josef Niedenzu, niemiecki botanik (ur. 1857)
  - Władimir Worobjow, radziecki anatom (ur. 1876)
- 1938:
  - Wojciech Owczarek, polski duchowny katolicki, biskup pomocniczy włocławski (ur. 1875)
  - Tang Shaoyi, chiński dyplomata, polityk, premier Republiki Chińskiej (ur. 1862)
- 1939:
  - Jusuf Said Abu Durra, arabski przywódca powstania antybrytyjskiego (ur. 1900)
  - Juozas Tūbelis, litewski polityk, premier Litwy (ur. 1882)
  - Bronisław Tustanowski, polski nauczyciel, urzędnik, działacz niepodległościowy (ur. 1872)
- 1940:
  - Walter Kollo, niemiecki kompozytor (ur. 1878)
  - Rudolf Macura, polski architekt, nauczyciel, malarz, etnograf, kolekcjoner (ur. 1886)
  - Ludwik Wrzoł, polski duchowny katolicki, patrolog (ur. 1881)
- 1941 – Jakub Plezia, polski nauczyciel, działacz harcerski, kapitan, członek ZWZ (ur. 1885)
- 1942:
  - Hans-Joachim Marseille, niemiecki pilot wojskowy, as myśliwski (ur. 1919)
  - Bernard Myśliwek, polski instruktor harcerski, żołnierz AK (ur. 1909)
  - Leon Smoleński, polski sierżant (ur. 1895)
- 1943:
  - Naum Aronson, francuski rzeźbiarz pochodzenia żydowskiego (ur. 1872)
  - Franz Oppenheimer, niemiecki socjolog, ekonomista, politolog pochodzenia żydowskiego (ur. 1864)
- 1944 – Polegli w powstaniu warszawskim:
  - Zygmunt Kuźwa, polski duchowny ewangelicki (ur. 1904)
  - Witold Lisowski, polski żołnierz AK (ur. 1922)
  - Kazimierz Meÿer, polski inżynier, podpułkownik broni pancernych, oficer AK (ur. 1884)
  - Henryk Mostowski, polski prawnik, sędzia, porucznik żandarmerii, żołnierz AK (ur. 1897)
  - Stanisław Pastucha, polski kapral AL, łącznik AK (ur. 1927)
  - Henryk Szlązak, polski zapaśnik, żołnierz AL (ur. 1913)
  - Bronisław Żongołłowicz, polski duchowny katolicki, profesor prawa kanonicznego, polityk, poseł na Sejm RP i wiceminister wyznań religijnych i oświecenia publicznego (ur. 1872)
- 1944:
  - Bud Jamison, amerykański aktor (ur. 1894)
  - Edmund Kruppik, polski kapitan artylerii (ur. 1890)
  - Franciszek Wieden, polski pułkownik lotnictwa inżynier (ur. 1891)
- 1947 – Alfred Schmidt, niemiecki funkcjonariusz i zbrodniarz nazistowski (ur. 1897)
- 1948:
  - Wasilij Kaczałow, rosyjski aktor (ur. 1875)
  - Edith Roosevelt, amerykańska pierwsza dama (ur. 1861)
  - Gustave Roussy, francuski neuropatolog, wykładowca akademicki pochodzenia szwajcarskiego (ur. 1874)
- 1949 – Kurt Warnekros, niemiecki ginekolog (ur. 1882)
- 1950:
  - Arkadiusz Czapski, polski żołnierz AK i WiN (ur. 1924)
  - Friedrich Feher, niemiecki reżyser filmowy (ur. 1889)
  - Stiepan Morozow, radziecki generał porucznik (ur. 1894)
- 1951 – Jan Bratro, polski pułkownik piechoty (ur. 1895)
- 1952:
  - William Waldorf Astor, brytyjski magnat prasowy, polityk (ur. 1879)
  - Adam Łysakowski, polski bibliotekarz, bibliotekoznawca (ur. 1895)
  - William Beattie Ramsay, kanadyjski hokeista (ur. 1895)
- 1953:
  - Karol Jahoda de Lubomir, polski generał brygady (ur. 1860)
  - Gérard Abraham van Rijnberk, holenderski fizjolog (ur. 1875)
- 1954 – Bolesław Biegas, polski rzeźbiarz, malarz, dramatopisarz (ur. 1877)
- 1955:
  - Michaił Czechow, rosyjski aktor, reżyser, pedagog (ur. 1891)
  - James Dean, amerykański aktor (ur. 1931)
  - Pentti Haanpää, fiński pisarz (ur. 1905)
- 1956 – Vladimir Dvorniković, chorwacki filozof, etnopsycholog (ur. 1888)
- 1958 – Franciszek Rataj, polski podpułkownik (ur. 1894)
- 1959:
  - Wacław Grzybowski, polski filozof, dyplomata (ur. 1887)
  - Taylor Holmes, amerykański aktor (ur. 1878)
- 1960 – Harry St. John Philby, brytyjski arabista, podróżnik, pisarz, agent wywiadu (ur. 1885)
- 1961 – Michael Memelauer, austriacki duchowny katolicki, biskup St. Pölten (ur. 1874)
- 1962:
  - Karen Lachmann, duńska florecistka (ur. 1916)
  - Muhammad VIII, ostatni bej Tunisu i jedyny król Tunezji (ur. 1881)
- 1963 – Jan Miodoński, polski otolaryngolog (ur. 1902)
- 1965 – Bronisław Seichter, polski piłkarz (ur. 1902)
- 1967 – Jerzy Loth, polski geograf, etnograf, podróżnik, poliglota, wykładowca akademicki, działacz sportowy (ur. 1880)
- 1968 – Józef Gołąb, polski geolog, hydrogeolog, wykładowca akademicki (ur. 1904)
- 1969:
  - Frigyes Bán, węgierski reżyser filmowy (ur. 1902)
  - Romilly James Heald Jenkins, brytyjski historyk, bizantynolog i neogrecysta (ur. 1907)
- 1970:
  - Zdzisław Karczewski, polski aktor (ur. 1903)
  - Benedetto Aloisi Masella, włoski kardynał (ur. 1879)
- 1972 – Edgar G. Ulmer, austriacko-amerykański reżyser filmowy pochodzenia żydowskiego (ur. 1904)
- 1973 – Archer Taylor, amerykański folklorysta, językoznawca, wykładowca akademicki (ur. 1890)
- 1974:
  - Stanisław Długaszewski, polski rotmistrz, przemysłowiec (ur. 1892)
  - Jan Kazimierz Kosiński, polski scenograf, teatrolog (ur. 1916)
  - Jewgienij Messner, rosyjski pułkownik, emigracyjny publicysta, pisarz, działacz kombatancki, teoretyk wojskowości (ur. 1891)
  - Carlos Prats, chilijski generał, polityk, minister obrony i wiceprezydent (ur. 1915)
- 1975:
  - Alfredo Elli, argentyński piłkarz (ur. ?)
  - Franciszek Przysiężniak, polski porucznik artylerii, żołnierz podziemia niepodległościowego (ur. 1909)
- 1976 – Stefan Grodzicki, polski jeździec sportowy (ur. 1947)
- 1977:
  - Józef Biss, polski porucznik, żołnierz AK (ur. 1913)
  - Konrad Dzięgielewski, polski okulista, wykładowca akademicki (ur. 1903)
  - Mary Ford, amerykańska piosenkarka, gitarzystka (ur. 1924)
  - Jan Poliński, polski artysta grafik, architekt wnętrz (ur. 1907)
  - Saturnin Żórawski, polski aktor, reżyser teatralny (ur. 1920)
- 1978 – Edgar Bergen, amerykański aktor, brzuchomówca (ur. 1903)
- 1979:
  - Hilary Krzysztofiak, polski malarz, grafik, scenograf (ur. 1926)
  - Jaap Weber, holenderski piłkarz (ur. 1901)
- 1981 – John Rennie, brytyjski dyplomata, funkcjonariusz służb specjalnych (ur. 1914)
- 1982 – Kazimierz Iwor, polski aktor (ur. 1920)
- 1983 – Freddy Martin, amerykański saksofonista (ur. 1906)
- 1984:
  - Stanisław Michałowski, polski działacz polityczny i samorządowy wiceprezydent Grudziądza, żołnierz AK (ur. 1903)
  - Anna Świrszczyńska, polska pisarka, poetka, dramaturg (ur. 1909)
- 1985:
  - Konstanty Mackiewicz, polski malarz, scenograf teatralny (ur. 1894)
  - Stefan Majtkowski, polski lekkoatleta, tyczkarz i płotkarz (ur. 1899)
  - Simone Signoret, francuska aktorka (ur. 1921)
  - Mieczysław Szymczak, polski językoznawca, wykładowca akademicki (ur. 1927)
- 1986 – Franz Burda, niemiecki wydawca prasowy (ur. 1903)
- 1987:
  - Alfred Bester, amerykański pisarz science fiction (ur. 1913)
  - Hilary Skarżyński, polski hokeista (ur. 1925)
  - Herbert M. Sobel, amerykański podpułkownik pochodzenia żydowskiego (ur. 1912)
- 1988 – Joseph Albert Sullivan, kanadyjski hokeista, chirurg, polityk (ur. 1901)
- 1989 – Oskar Davičo, serbski pisarz (ur. 1909)
- 1990:
  - Flora Bieńkowska, polska pisarka (ur. 1914)
  - Janusz Bylczyński, polski aktor (ur. 1920)
  - Michel Leiris, francuski pisarz, etnolog, krytyk sztuki (ur. 1901)
  - Alice Parizeau, kanadyjska pisarka, eseistka, dziennikarka, kryminolog pochodzenia polskiego (ur. 1930)
  - Patrick White, australijski prozaik, poeta, dramaturg, laureat Nagrody Nobla (ur. 1912)
  - Zygmunt Zintel, polski aktor (ur. 1911)
- 1991 – Badal Muradian, ormiański i radziecki polityk (ur. 1915)
- 1992 – Maria Malicka, polska aktorka (ur. 1900)
- 1993:
  - Jenny Aloni, izraelska pisarka (ur. 1917)
  - Piotr Bielkowicz, polsko-amerykański inżynier lotniczy, wykładowca akademicki (ur. 1902)
  - Reizl Bozyk, polsko-amerykańska aktorka pochodzenia żydowskiego (ur. 1914)
  - Jakow Wiernikow, radziecki generał major lotnictwa (ur. 1920)
- 1994:
  - Lina Basquette, amerykańska aktorka (ur. 1907)
  - Edmund Giemsa, polski piłkarz (ur. 1912)
  - André Michel Lwoff, francuski mikrobiolog, laureat Nagrody Nobla pochodzenia żydowskiego (ur. 1902)
  - Roberto Eduardo Viola, argentyński generał porucznik, polityk, prezydent Argentyny (ur. 1924)
- 1996:
  - Kazimierz Nowacki, polski historyk sztuki, publicysta (ur. 1928)
  - Gabriela Pauszer-Klonowska, polska pisarka, tłumaczka (ur. 1908)
- 1997:
  - Benedykt Halicz, polski biolog, wykładowca akademicki (ur. 1903)
  - Stanisław Mrowiński, polski malarz, grafik, ilustrator, karykaturzysta (ur. 1928)
- 1998 – Frank Forberger, niemiecki wioślarz (ur. 1943)
- 1999 – Nikołaj Annienkow, rosyjski aktor (ur. 1899)
- 2000 – Howard Winstone, walijski bokser (ur. 1939)
- 2001 – Anatolij Bogdanow, rosyjski strzelec sportowy (ur. 1931)
- 2002:
  - Miloš Macourek, czeski poeta, dramaturg, scenarzysta filmowy (ur. 1926)
  - Hans-Peter Tschudi, szwajcarski polityk, prezydent Szwajcarii (ur. 1913)
- 2003:
  - Maciej Gintowt, polski architekt (ur. 1927)
  - Robert Kardashian, amerykański prawnik, adwokat, przedsiębiorca pochodzenia ormiańskiego (ur. 1944)
- 2004:
  - Gamini Fonseka, lankijski aktor (ur. 1936)
  - Zygmunt Kałużyński, polski publicysta, krytyk filmowy, eseista (ur. 1918)
  - Stefania Staszewska, polska aktorka (ur. 1923)
- 2007:
  - Len Graham, północnoirlandzki piłkarz (ur. 1925)
  - Oswald Mathias Ungers, niemiecki architekt (ur. 1926)
- 2009 – Robert S. Baker, brytyjski reżyser, scenarzysta i producent filmowy (ur. 1916)
- 2010:
  - Stephen J. Cannell, amerykański aktor, scenarzysta i producent filmowy (ur. 1941)
- 2011:
  - Anwar al-Awlaki, jemeński terrorysta (ur. 1971)
  - Enver Faja, albański architekt, dyplomata (ur. 1934)
  - Clifford Olson, kanadyjski pedofil, seryjny morderca (ur. 1940)
  - Ralph Steinman, kanadyjski immunolog, cytolog, laureat Nagrody Nobla pochodzenia żydowskiego (ur. 1943)
- 2012:
  - Janusz Dąbrowski, polski tancerz, choreograf (ur. 1938)
  - Barbara Ann Scott, kanadyjska łyżwiarka figurowa (ur. 1928)
  - Boris Šprem, chorwacki prawnik, polityk (ur. 1956)
- 2013:
  - Kazys Bobelis, litewski chirurg, polityk (ur. 1923)
  - Anthony Hinds, brytyjski scenarzysta, producent filmowy (ur. 1922)
  - Ramblin’ Tommy Scott, amerykański muzyk country (ur. 1917)
- 2014:
  - Maria Drewniakówna, polska śpiewaczka operowa (sopran) (ur. 1908)
  - Andrzej Drętkiewicz, polski inżynier, samorządowiec, prezydent Płocka (ur. 1955)
  - Julian Kawalec, polski pisarz (ur. 1916)
  - Martin Perl, amerykański fizyk, wykładowca akademicki, laureat Nagrody Nobla pochodzenia żydowskiego (ur. 1927)
- 2015:
  - Adam Szyper, polski poeta, esperantysta, tłumacz pochodzenia żydowskiego (ur. 1939)
  - K. Thirupathy, indyjski prawnik, polityk (ur. 1930)
- 2016:
  - Hanoi Hannah, wietnamska dziennikarka, propagandzistka (ur. 1931)
  - Norbert Mnich, polski tenisista stołowy (ur. 1966)
- 2017:
  - Monty Hall, kanadyjski aktor (ur. 1921)
  - Jerzy Wiklendt, polski fotograf (ur. 1929)
  - Władimir Wojewodski, rosyjski matematyk, wykładowca akademicki (ur. 1966)
- 2018:
  - Walter Laqueur, amerykański historyk, publicysta (ur. 1921)
  - Czesław Strumiłło, polski chemik (ur. 1930)
- 2019:
  - Enrico Masseroni, włoski duchowny katolicki, arcybiskup Vercelli (ur. 1939)
  - Kornel Morawiecki, polski fizyk, działacz opozycji antykomunistycznej, założyciel i przewodniczący „Solidarności Walczącej“, polityk, poseł na Sejm RP (ur. 1941)
  - Jessye Norman, amerykańska śpiewaczka operowa (sopran dramatyczny) (ur. 1945)
  - Ben Pon, holenderski kierowca wyścigowy, strzelec sportowy (ur. 1936)
- 2020:
  - Ali Bozer, turecki prawnik, wykładowca akademicki, polityk, minister spraw zagranicznych (ur. 1925)
  - Krzysztof Gedroyć, polski poeta, prozaik (ur. 1953)
  - Joaquín Salvador Lavado, argentyński rysownik, twórca komiksów (ur. 1932)
- 2021:
  - Luigi Conti, włoski duchowny katolicki, arcybiskup Fermo (ur. 1941)
  - Czesław Lasota, polski aktor (ur. 1932)
  - Henryk Majcherek, polski aktor (ur. 1934)
  - José Pérez Francés, hiszpański kolarz szosowy (ur. 1936)
- 2022:
  - Andrzej Śródka, polski patofizjolog, historyk medycyny, wykładowca akademicki (ur. 1946)
  - Lech Zacher, polski ekonomista, socjolog, wykładowca akademicki (ur. 1942)
  - Jurij Zajcew, kazachski sztangista (ur. 1951)
- 2023:
  - Barbara Głowacka, polska entomolog, wykładowczyni akademicka (ur. 1938)
  - Galip Haktanır, turecki piłkarz, bramkarz (ur. 1921)
  - Lucjan Józefowicz, polski kolarz torowy, trener (ur. 1935)
  - Józef Rurawski, polski historyk literatury, filolog polski, profesor nauk humanistycznych (ur. 1930)
  - Eurico dos Santos Veloso, brazylijski duchowny katolicki, biskup Luz, arcybiskup Juiz de Fora (ur. 1933)
  - Grażyna Tadrzak, polska lekkoatletka, płotkarka (ur. 1967)
  - Tadeusz Wójcik, polski ekonomista, urzędnik państwowy (ur. 1923)
- 2024:
  - Hieronymus Herculanus Bumbun, indonezyjski duchowny katolicki, arcybiskup Pontianak, administrator apostolski Sanggau (ur. 1937)
  - Gavin Creel, amerykański aktor, piosenkarz (ur. 1976)
  - Farida, włoska piosenkarka (ur. 1946)
  - Wiesław Hejno, polski aktor, reżyser teatralny (ur. 1936)
  - Andrzej Makowiecki, polski pisarz, podróżnik, reporter, scenarzysta (ur. 1938)
  - Dikembe Mutombo, kongijski koszykarz (ur. 1966)
  - Ken Page, amerykański aktor (ur. 1954)
  - Wiesław Prus-Głowacki, polski biolog, genetyk, profesor nauk biologicznych (ur. 1942)
  - Pete Rose, amerykański baseballista (ur. 1941)
  - Ron Steens, holenderski hokeista na trawie (ur. 1952)
  - Dan Tichon, izraelski ekonomista, polityk, przewodniczący Knesetu (ur. 1937)
  - Adélio Giuseppe Tomasin, włoski duchowny katolicki, biskup Quixady w Brazylii (ur. 1930)